# Physalis hastatula
Physalis hastatula är en potatisväxtart som beskrevs av Umaldy Theodore Waterfall. Physalis hastatula ingår i släktet lyktörter, och familjen potatisväxter. Inga underarter finns listade i Catalogue of Life.